# Уолтер (тауншип, Миннесота)
Уолтер (англ. Walter) — тауншип в округе Лак-ки-Парл, Миннесота, США. На 2000 год его население составило 186 человек.

## География
По данным Бюро переписи населения США площадь тауншипа составляет 75,2 км², из которых 75,2 км² занимает суша, водоёмов нет.

## Демография
По данным переписи населения 2000 года здесь находились 186 человек, 70 домохозяйств и 55 семей.  Плотность населения —  2,5 чел./км².  На территории тауншипа расположено 75 построек со средней плотностью 1,0 построек на один квадратный километр. Расовый состав населения: 100,00 % белых.
Из 70 домохозяйств в 32,9 % воспитывались дети до 18 лет, в 74,3 % проживали супружеские пары, в 2,9 % проживали незамужние женщины и в 21,4 % домохозяйств проживали несемейные люди. 18,6 % домохозяйств состояли из одного человека, при том 5,7 % из — одиноких пожилых людей старше 65 лет. Средний размер домохозяйства — 2,66, а семьи — 3,07 человека.
28,5 % населения — младше 18 лет, 3,8 % — в возрасте от 18 до 24 лет, 28,0 % — от 25 до 44, 23,1 % — от 45 до 64, и 16,7 % — старше 65 лет. Средний возраст — 38 лет. На каждые 100 женщин приходилось 104,4 мужчин.  На каждые 100 женщин старше 18 приходилось 104,6 мужчин.
Средний годовой доход домохозяйства составлял 28 125 долларов, а средний годовой доход семьи —  33 750 долларов. Средний доход мужчин —  31 750  долларов, в то время как у женщин — 19 167. Доход на душу населения составил 14 961 доллар. За чертой бедности находились 5,0 % семей и 6,9 % всего населения тауншипа, из которых 11,9 % младше 18 и 2,4 % старше 65 лет.